# Бостонија (Калифорнија)
Бостонија (енгл. Bostonia) насељено је место без административног статуса у америчкој савезној држави Калифорнија.

## Демографија
По попису из 2010. године број становника је 15.379, што је 210 (1,4%) становника више него 2000. године.
| Група             | 2000.          | 2010.         |
| Белци             | 11.103 (73,2%) | 9.252 (60,2%) |
| Афроамериканци    | 604 (4,0%)     | 1.011 (6,6%)  |
| Азијати           | 225 (1,5%)     | 375 (2,4%)    |
| Хиспаноамериканци | 2.523 (16,6%)  | 3.941 (25,6%) |
| Укупно            | 15.169         | 15.379        |